# 婚姻関係
『婚姻関係』（こんいんかんけい）は、TBS系列「ドラマ30」枠にて1994年3月28日 - 5月27日に放送された昼ドラマである。毎日放送（MBS）制作。全45話。
毎回、本編終了後にこのドラマの法律監修である木村晋介による法律（民法）アドバイスのミニコーナーがあった。

## キャスト
- 東てる美
- 布施明
- 桑名正博
- 三田篤子
- 喜多村英三
- 藤村涼二
- 荒木雅子
- 久保田磨希
- 原知佐子

## スタッフ
- 制作 - 毎日放送・MBS企画
- 演出 - 池田徹朗・江上官・鐘江稔
- 法律監修 - 木村晋介
- 主題歌 - 桂銀淑「花のように鳥のように」